# Joakim Persson
Joakim Persson (Jokke eller Jocke) (født 3. april 1975) er en svensk tidligere professionel fodboldspiller og nuværende træner.
Han blev valgt som årets spiller i EfB i sæsonen 2000/2001.

Klubber
- Högaborgs BK
- 1993-1996: Malmö FF
- 1996-1998: Atalanta BC
- 1998-1999: IFK Göteborg
- 2000-2002: Esbjerg fB (73 kampe, 8 mål)
- 2002-2005: Hansa Rostock
- 2005-2007: Stabæk Fotball
- 2007-2010: Landskrona BoIS

Træner
- 2011-2015: Ängelholms FF
- 2016-2017: Kristianstad FC
- 2018-2013: Varbergs BoIS
- 2023-2024: AC Horsens